# 33-й: голод: Народна Книга-Меморіал
Книга «33-й: Голод: Народна Книга-Меморіал» — найбільш повне документальне джерело, в якому зібрано свідчення очевидців про голодомор в Україні.
З початком політики «гласності» в Україні у другій половині 1980-х років почали збиратися та публікувалися свідчення людей, що пережили голодомор. Великий внесок у цьому належить дослідникам В. Маняку та Л. Коваленко, які записали близько шести тисяч свідчень про голод-геноцид та інші насильства над народом. Більше тисячі таких свідчень та різноманітні архівні матеріали увійшли до їхньої книги «33-й: Голод: Народна Книга-Меморіал». Два роки пішло у них, щоб видати книгу.
У вступному слові до книги Володимир Маняк сказав:
|  | дане видання – “це і цвинтар пам'яті, і поминальник, і енциклопедія горя та смутку. Трагедія народу, висповідана голосом людей-мучеників. Книга народної пам'яті, де люди звіряються, виважують, свідчать, де правда історії озивається в тисячах людських доль |

.
Матеріали в Книзі-Меморіалі згруповано за тодішнім (початок 1930-х років) адміністративно-територіальним поділом Української РСР, яка складалася із семи областей: Вінницької, Дніпропетровської, Донецької, Київської, Одеської, Харківської та Чернігівської.
Наукові коментарі у книзі написали такі відомі в Україні вчені-історики І. Шульга, В. Калініченко, В. Ткаченко.
На жаль, передчасна смерть обох дослідників перервала цю працю. За цю книгу автори отримали (посмертно) у 1993 Державну премію України імені Тараса Шевченка